# إيرين روزنفيلد
ايرين بليكر روزنفيلد (بالإنجليزية: Irene Rosenfeld)‏ ولدت في 3 أيار من عام 1953. وهي الرئيسة التنفيذية الحالية لمجموعة موندليز الدولية ((Mondelēz Internationa))

## بدايتها وتعليمها
ولدت إيرين روزنفلت في ويستبري، نيويورك لأبوين هما الزوجين اليهوديين سيمور وجوان بليكر.
كان جداها لوالدها من اليهود الرومان، وجداها لأمها من اليهود الألمان.
التحقت فيما بعد بثانوية W. Tresper Clarke في ويستبري، نيويورك.
وهي تحمل شهادة دكتوراه في التسويق والإحصاء، وماجستير في إدارة الأعمال، وتحمل شهادة في علم النفس من جامعة كورنيل

## مسيرتها
شاركت روزنفيلد في صناعة المشروب والطعام لمدة ثلاثين عاماً. كان عملها الأول في شركة Dancer Fitzgerald Sample للإعلانات في نيويورك.
انضمت فيما بعد إلى شركة كرافت فوود في أبحاث المستهلكين
عام 2004 وظِّفت روزنفيلد كرئيسة مجلس ورئيسة المكتب الإداري في Frito-Lay فرع من شركة بيبسي كولا حيث ركزت على الترويج للمنتجات الصحية.
في عام 2006 وظِّفت روزنفيلد كرئيسة المكتب الإداري لشركة كرافت فوود؛ هي انضمت إلى شركة جنرال فوود التي أصبحت لاحقا شركة كرافت فوود.
بينما كانت تقوم بالإنجازات في كرافت فوود، قادت عملية إعادة إنشاء وتغيير الأعمال الرئيسية نحو الأفضل في الولايات المتحدة وروسيا وكندا.
نشطت في عدد من الصناعات ومنظمات المجتمع، متضمنة النادي الاقتصادي في شيكاغو.
في آذار 2007 عينت كرئيسة إضافية بعد إدارة مجموعة الْتريا ل كرافت.
في عام 2008 وضعت في المرتبة السادسة في وول ستريت جورنال في قائمة (50 امرأة للمشاهدة)، وقيمت فوربس روزنفيلد في المركز الثاني بين أكثر عشر نساء تأثيراً في عام 2010، وفي المرتبة العاشرة في عام 2011.
في 2010 كسبت روزنفيلد تعويض بقيمة 19.288 مليون دولار وقد وضعها ذلك في المرتبة 48 في تقييم فوربس لأجور المدراء التنفيذيين.
روزنفيلد أيضاً عضو في النادي الاقتصادي في شيكاغو، وقد خدمت أيضاً في المجلس الإداري لرابطة مصنّعي البقالة، وفي مجلس التقييم في جامعة كورنيل. وهي أيضاً عضو في مجلس إدارة منتدى السلع الاستهلاكية.
في الرابع من آب 2011 , صرحت شركة كرافت فوودز بأنها تخطط أن تنقسم إلى شركتين، واحدة تركز على العلامات التجارية الدولية للوجبات الخفيفة مثل ترادينت غام وأوريو والأخرى على أعمال البقالة في أمريكا الشمالية التي تتضمن قهوة ماكسويل هاوس وأوسكار ماير للّحوم.
وفي 5 كانون الأول 2011 أعلنت شركة كرافت فودز أن روزنفيلد ستبقى رئيسة شركة الوجبات الخفيفة الدولية برأس مال 31 مليار دولار التي سيطلق عيها ((Mondelēz Internationa)).
وتوني فيرنون رئيس لشركة كرافت فوودز في أمريكا الشمالية سيصبح الرئيس التنفيذي لأعمال البقالة برأس مال 17 مليار دولار والتي سيظل اسمها كرافت فوودز.

## روابط خارجية
- إيرين روزنفيلد على موقع الموسوعة البريطانية (الإنجليزية)
- إيرين روزنفيلد على موقع مونزينجر (الألمانية)
- إيرين روزنفيلد على موقع إن إن دي بي (الإنجليزية)
- الملف الشخصي في فوربس (مجلة)
- الملف الشخصي في مجلة Businessweek